# Банастр, Томас
Сэр Томас Банастр (англ. Sir Thomas Banaster; умер 16 декабря 1379) — английский рыцарь, кавалер ордена Подвязки. Сын сэра Адама Банастра и Петрониллы Холланд. Сражался на континенте: в 1359—1360 годах участвовал в шевоше Эдуарда III по Северной Франции и был посвящён королём в рыцари, в 1367 году участвовал в кастильском походе Чёрного принца и сражался при Нахере. В 1369 году командовал набегом в Анжу, попал в плен, позже был выкуплен. В 1376 году стал кавалером ордена Подвязки. В 1379 году присоединился к Джону Фицалану, 1-му барону Арунделу, отправившемуся в Бретань, и погиб в море во время шторма.